# Uvularia
Die Pflanzengattung Uvularia, manchmal auch Goldglocke, Goldsiegel, Goldglöckchen, Zäpfchenkraut oder Trauerglocke genannt, gehört zur Familie der Zeitlosengewächse (Colchicaceae). Es gibt etwa fünf Arten, die nur im östlichen Nordamerika verbreitet sind.

## Beschreibung

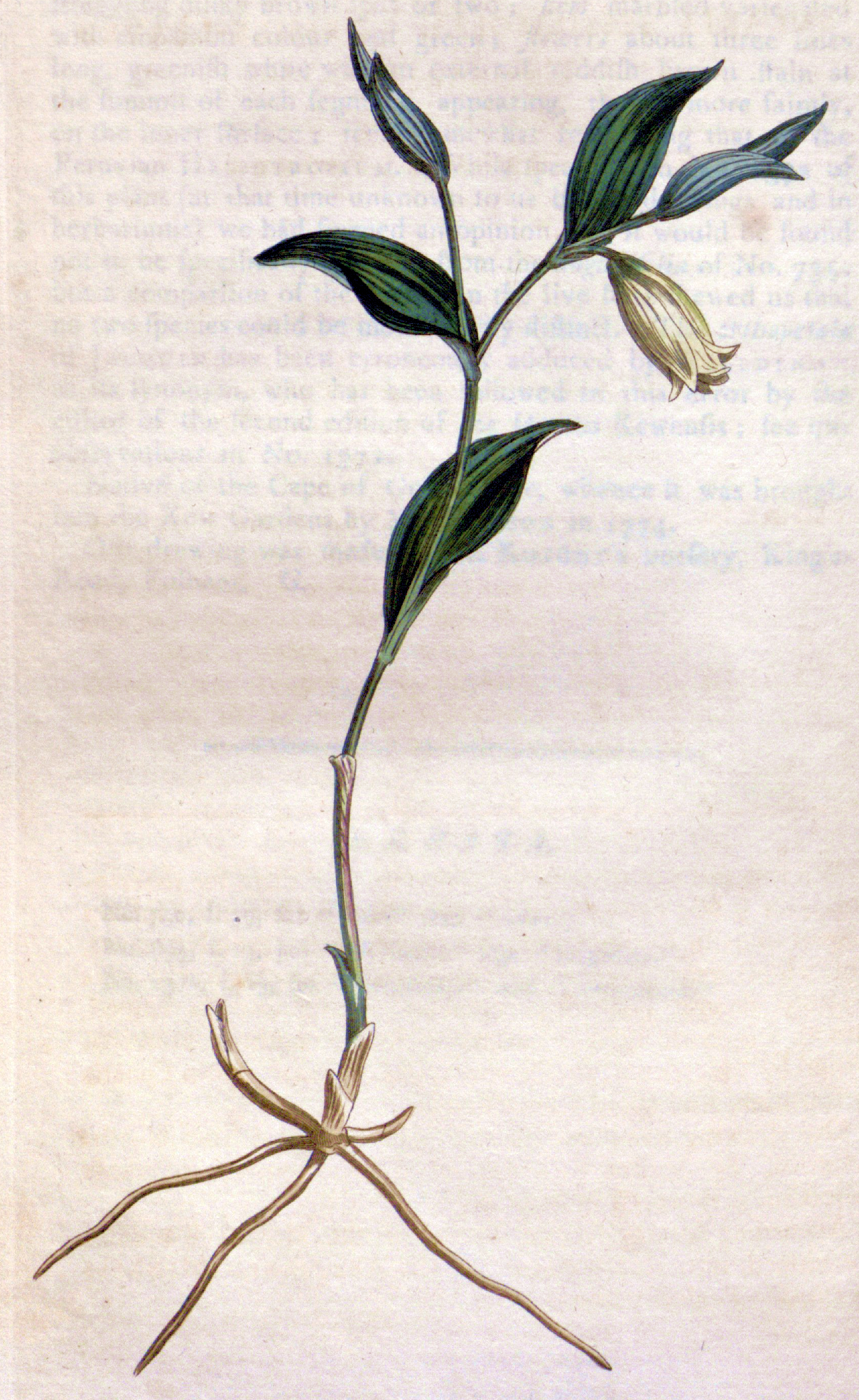
Illustration aus Curtis’s Botanical Magazine, Volume 34, 1811 von Uvularia sessilifolia

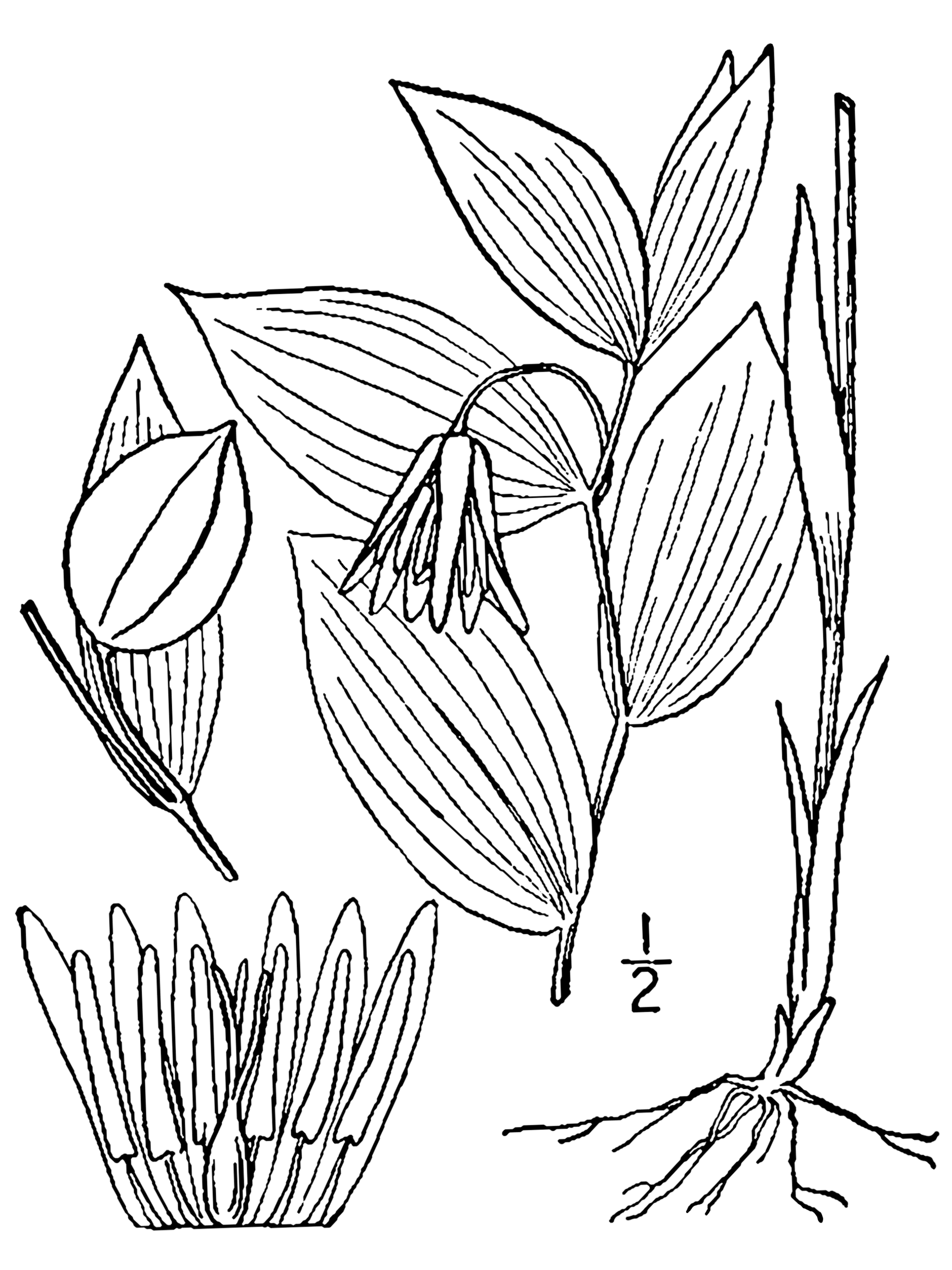
Illustration von Uvularia puberula

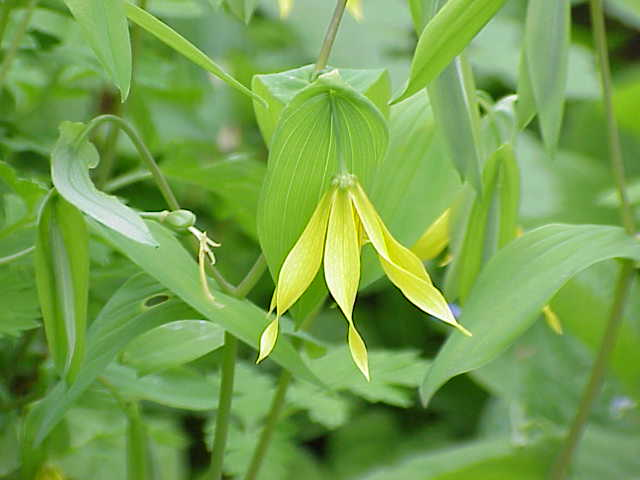
Durchwachsenes Blatt, Blüte und junge Frucht der Hänge-Goldglocke (Uvularia grandiflora)

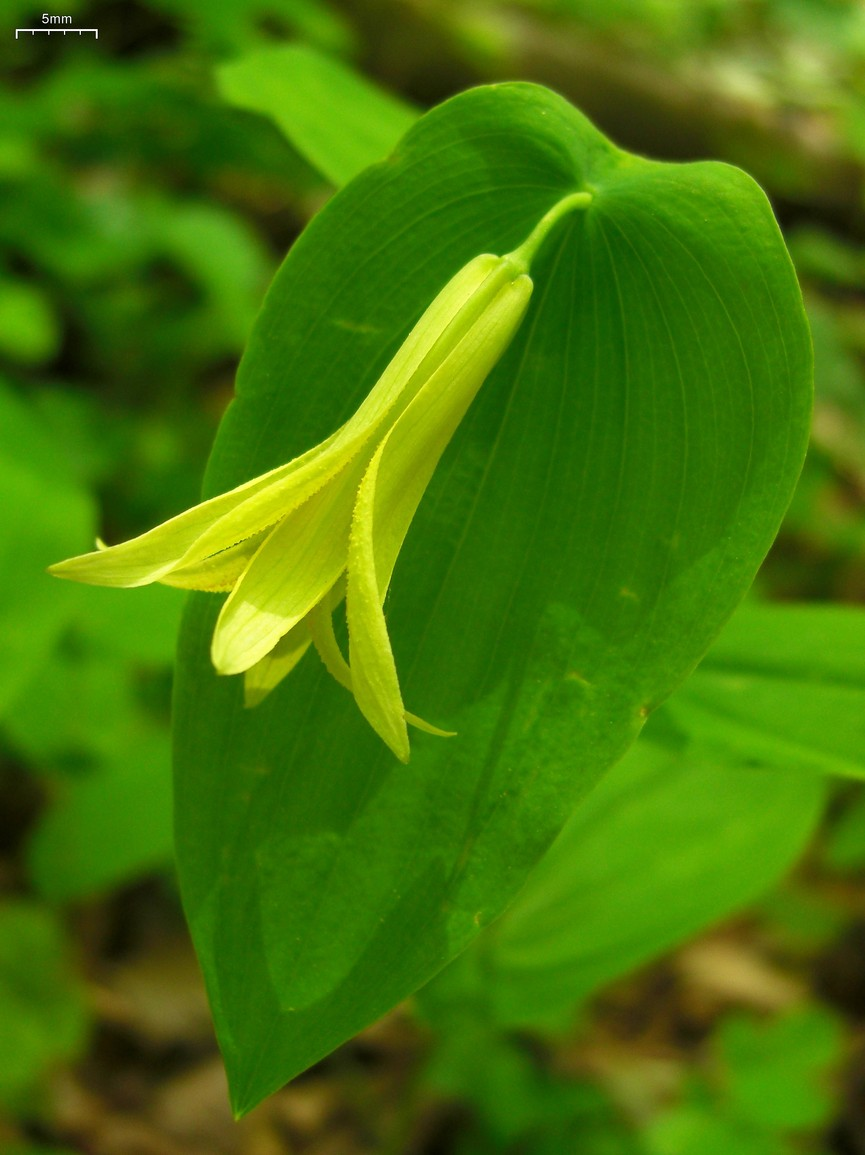
Durchwachsenes Blatt und Blüte der Kleinen Goldglocke (Uvularia perfoliata)

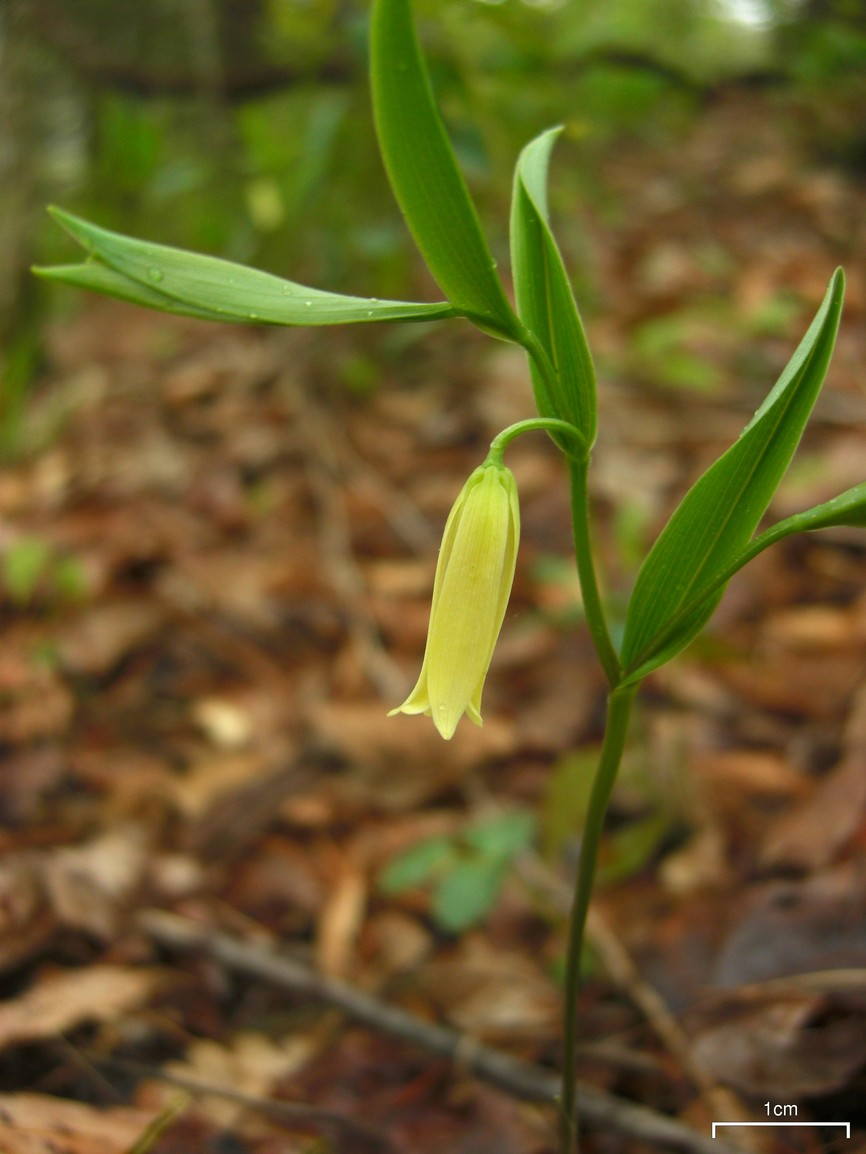
Stängel, sitzende Laubblätter und Blüte von Uvularia sessilifolia

### Erscheinungsbild und Blätter
Uvularia-Arten wachsen als ausdauernde krautige Pflanzen. Diese Geophyten bilden als Überdauerungsorgane unterirdische, kurze bis lange Rhizome, an denen sich einige faserige oder verdickte Wurzeln befinden. Die Pflanzenteile sind kahl oder flaumig behaart. Der im Querschnitt stark kantige oder runde Stängel ist einfach oder besitzt eine Verzweigung.
Die wechselständig am Stängel angeordneten Laubblätter sind je nach Sektion sitzend oder durchwachsen. Die ledrige oder häutige Blattspreite ist länglich-linealisch bis länglich-eiförmig. Es liegt Parallelnervatur vor.

### Blütenstand und Blüte
Die Blütezeit liegt im Frühling bis frühen Sommer. Je Stängel oder Verzweigung steht über einem endständigen oder scheinbar seitenständigen hängenden Blütenstandsschaft je nach Art meist eine bis höchstens vier Blüten. Im oberen Bereich befinden sich pergamentartige Tragblätter.
Die zwittrigen Blüten sind dreizählig. Die sechs gleichgestaltigen Blütenhüllblätter sind frei, überlappen sich dachziegelartig und stehen glockenartig zusammen. Die früh abfallenden Blütenhüllblätter sind linealisch bis schmal länglich mit stumpfem bis spitzem oberem Ende. Die Farben der Blütenhüllblätter reichen je nach Art von grünlich über weißlich-gelb und strohgelb bis golden-gelb. An den Blütenhüllblättern erfolgt Nektarsekretion. Es sind zwei Kreise mit je drei Staubblättern vorhanden. Die freien oder nur an der Basis der Blütenhüllblätter kurz verwachsenen, kahlen Staubfäden sind dimorph, also sehen nur die drei Staubfäden jeweils eines Staubblattkreises gleich aus. Es sind Konnektive vorhanden und die Staubbeutel sind linealisch-länglich und nach außen gebogen. Drei Fruchtblätter sind zu einem im Querschnitt runden oder scharf dreikantigen, oberständigen, dreikammerigen Fruchtknoten verwachsen, der gestielt sein kann. Der Griffel endet in einer dreilappigen Narbe, wobei sich die Narbenlappen sich nach außen wölben, wenn sie bestäubungsfähig sind.

### Frucht und Samen
Die sitzenden oder gestielten, loculicidalen Kapselfrüchte sind bei Reife grünlich bis gelblich braun, öffnen sich langsam und enthalten ein bis drei Samen je Fruchtfach. Die Fruchtschale ist ledrig bis fast häutig.
Die bräunlich-roten Samen sind kugel- bis eiförmig. Der Arillus ist je nach Art unterschiedlich.

### Chromosomenzahlen
Chromosomengrundzahlen betragen x = 6 oder 7.

## Systematik und Verbreitung
Die Uvularia-Arten sind im östlichen Nordamerika beheimatet.
Die Gattung Uvularia wurde 1753 durch Carl von Linné in Species Plantarum, 1, S. 304–305 aufgestellt. Typusart ist Uvularia perfoliata. Der Gattungsname Uvularia leitet sich vom lateinischen Wort uvula, dem medizinischen Wort für Gaumenzäpfchen ab, dies bezieht sich darauf, dass die Blüten wie dieses Organ hängen; man nahm früher an mit den Pflanzenteilen Krankheiten an diesem Organ behandeln zu können. Synonyme für Uvularia L. sind: Uffenbachia Heist. ex Fabr., Oakesia S.Watson nom. illeg., Oakesiella Small.
Die Gattung Uvularia gehört zur Tribus Uvularieae in der Familie Colchicaceae. Früher wurde sie in die Familien Convallariaceae, Liliaceae oder Uvulariaceae eingeordnet. Die Gattung Uvularia L. wird in zwei Sektionen gegliedert: Uvularia sect. Oakesiella (Small) Wilbur mit sitzenden und  Uvularia sect. Uvularia mit durchwachsenen Laubblättern.
Es gibt fünf Uvularia-Arten:
- Uvularia floridana Chapm.: Sie gedeiht in artenreichen Hartholz-Wäldern und auf alluvialen Flächen in Höhenlagen zwischen 0 und 100 Meter in den US-Bundesstaaten Alabama, Florida, Georgia, Mississippi und South Carolina.[2] Die Chromosomenzahl beträgt 2n = 12.
- Hänge-Goldglocke[7]  (Uvularia grandiflora Sm.): Sie gedeiht in artenreichen feuchten Wäldern auf kalkreichen bis neutralen Böden in Höhenlagen zwischen 0 und 1100 Meter und ist im östlichen Kanada sowie den östlichen Vereinigten Staaten weitverbreitet.[2] Die Chromosomenzahl beträgt 2n = 14.
- Kleine Goldglocke[7]  (Uvularia perfoliata L.): Sie gedeiht in sommergrünen Wäldern und Hochland-Dickichten auf sauren bis neutralen Böden in Höhenlagen zwischen 0 und 1000 Meter; sie kommt im kanadischen Ontario vor und ist den östlichen Vereinigten Staaten bis ins östliche Texas weitverbreitet.[2] Die Chromosomenzahl beträgt 2n = 14.
- Uvularia puberula Michx.: Sie gedeiht in feuchten bis trockenen, offenen Wäldern in Höhenlagen zwischen 0 und 900 Meter und ist in den östlichen Vereinigten Staaten von New York bis South Carolina weitverbreitet.[2] Die Chromosomenzahl beträgt 2n = 14.
- Aufrechte Goldglocke[7]  (Uvularia sessilifolia L.): Sie gedeiht in feuchten Hartholz-Wäldern und auf alluvialen Flächen, im Dickicht sowie nordwärts bis in xerischen Wäldern in Höhenlagen zwischen 0 und 1000 Meter und ist im zentralen und östlichen Kanada sowie den zentralen und östlichen Vereinigten Staaten weitverbreitet.[2] Die Chromosomenzahl beträgt 2n = 14.

## Nutzung
Von Uvularia perfoliata und Uvularia sessilifolia werden die jungen Triebe als wohlschmeckender Spargelersatz gegart gegessen. Die unterirdischen Pflanzenteile von Uvularia sessilifolia werden zur Herstellung von Diätgetränken verwendet.
Die medizinischen Wirkungen von Uvularia grandiflora, Uvularia perfoliata und Uvularia sessilifolia wurden untersucht.
Uvularia grandiflora und Uvularia perfoliata werden in den gemäßigten Breiten als Zierpflanze verwendet.